# Guy Delhumeau
Guy Delhumeau, né le 14 janvier 1947 au Rochereau (Vienne), est un footballeur professionnel français.
Il a notamment joué au Paris Saint-Germain, au Paris Football Club et à l'OGC Nice, disputant 50 matchs en Division 1.
Il fut quart-finaliste du tournoi de football des Jeux olympiques de Mexico en 1968 avec la France.